# Länsväg 259
Länsväg 259 (även kallad Haningeleden eller Södertörnsleden) går mellan Riksväg 73 vid Jordbro trafikplats och E4/E20 vid trafikplats Fittja i Stockholms län. Den går gemensamt med länsväg 226 (Huddingevägen) en kort sträcka söder om Huddinge centrum.
Följande vägar utgör för närvarande (2011) länsväg 259/Södertörnsleden: Botkyrkaleden, Glömstaleden, Glömstavägen, Annelundsvägen, en bit (ca 500 m) av Huddingevägen, Storängsleden, Lännavägen, Haningeleden och Jordbrolänken. Vägen sträcker sig i öst-västlig riktning genom Södertörn, därav namnet "Södertörnsleden". Genom kommundelen Glömsta kallas vägen också "Glömstavägen".

## Planerad utbyggnad - Tvärförbindelse Södertörn

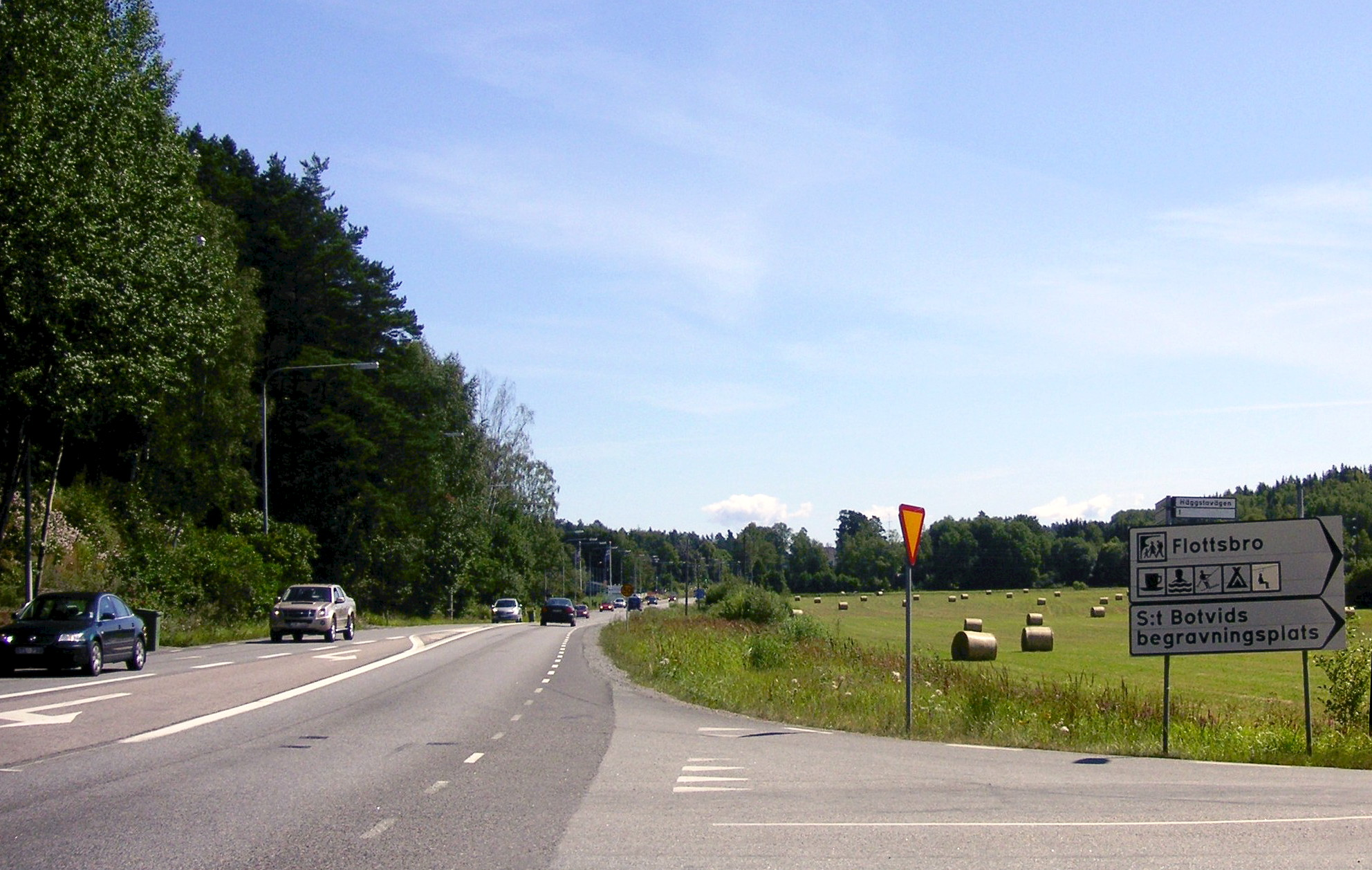
Glömstavägen österut, juli 2008.

En trafiklänk genom Stockholms södra kommuner har diskuterats sedan 1940-talet. 1991 väcktes förslaget om leden på nytt i ramen för Dennispaketet. Vägens halva sträckning från Jordbro till Gladö kvarn planerades och byggdes i slutet av 1990-talet. För de resterade, västliga delarna saknades finansiering, men dåvarande Vägverket fick i uppdrag av regeringen att slutföra arbetet till år 2016.
I februari 2013 begärde Trafikverket hos regeringen att få utföra en ny planering av Södertörnsledens västra delsträcka mellan Fittja och Gladö kvarn. Anledningen är att sedan planeringen påbörjades under tidigt 1990-tal har lagstiftning och verklighet förändrats så mycket att man anser att en ny planering behövs.
Den nya planeringen för hela vägsträckan mellan Södertäljevägen (E4/E20) vid Kungens kurva och Nynäsvägen (väg 73) vid trafikplats Jordbro, kallad Tvärförbindelse Södertörn, startade under hösten 2014. Tvärförbindelse Södertörn blir cirka 20 kilometer lång, en gång- och cykelväg längs sträckan ingår i projektet. Flera vägavsnitt kommer att dras i tunnel, bland annat genom Masmoberget (Masmotunneln), förbi Glömsta (Glömstatunneln) och under Flemingsbergsskogen. Under 2018 pågick arbetet med vägplanen, och denna planerades att fastställas i slutet av år 2020.
Under våren 2018 angavs byggstart för "tidigast 2021" och planerad byggtid åtta år.
Under vintern 2021 angavs byggstart för "tidigast 2023" och planerad byggtid cirka tio år. Efter fastställelse av vägplanen i november 2022 blev den överklagad. Regeringen avslog överklaganden av vägplanen i januari 2024 och vägplanen vann därmed laga kraft.